# Malchower Sportverein 90 e.V.
Malchower Sportverein 90 e.V. é uma agremiação esportiva alemã, fundada a 26 de julho de 1990, sediada em Mecklenburg-Vorpommern.

## História
Malchower Fussballclub e o clube dos trabalhadores, Arbeitersportverein Kloster Malchow, foram estabelecidos em 1911. As associações gerenciadas por trabalhadores ou pela igreja eram vistas como politicamente indesejáveis sob a égide do Terceiro Reich, portanto, ambos foram fundidas, em 1938, para formar o clube ideologicamente palatável Verein für Malchow Leibesübungen. 
Após a Segunda Guerra Mundial, as organizações em todo o país, incluindo os clubes desportivos, foram desmanteladas pelas autoridades aliadas de ocupação, como parte do programa pós-guerra de desnazificação. O Malchow Sportgemeinde foi formada, em 1946, fora da participação dos clubes pré-guerra. 
Em 6 de agosto de 1949, o SG foi dividido em dois clubes: SG Malchow e BSG Tufama. Apenas um ano depois, os departamentos de futebol de ambos se reuniram como BSG Malchow Fortschritt. A cidade estava localizada na zona de ocupação soviética e o clube de futebol fazia parte da competição de futebol que surgiu na Alemanha Oriental. O SV ficou considerado como tendo nível inferior  em toda a sua história no da competição alemã do leste.
Com a reunificação do país, em 1990, os membros do Fortschritt se organizaram como Malchower Sportverein e o time tomou parte da única competição nacional da Landesliga Mecklenburg-Vorpommern (VI) fora a Bezirksliga Neubrandenburg. A Landesliga tornou-se a Verbandsliga Mecklenburg-Vorpommern, em 1996. O SV foi rebaixado em uma única temporada, em 1996, mas obteve o seu melhor resultado, um segundo lugar em 2009, que o levou à Nord NOFV-Oberliga (V).

## Títulos
- Landesliga Mecklenburg-Vorpommern (VI) Campeão: 1995-1996;
- Verbandsliga Mecklenburg-Vorpommern (V) Vice-campeão: 2008-2009;

## Cronologia recente
| Temporada | Divisão           | Posição |
| 1991-92   | Verbandsliga (V)  | 9ª      |
| 1992-93   | Verbandsliga      | 5ª      |
| 1993-94   | Verbandsliga      | 7ª      |
| 1994-95   | Verbandsliga      | 15ª ↓   |
| 1995-96   | Landesliga (VI)   | 1ª ↑    |
| 1996-97   | Verbandsliga      | 3ª      |
| 1997-98   | Verbandsliga      | 3ª      |
| 1998-99   | Verbandsliga      | 5ª      |
| 1999-2000 | Verbandsliga      | 9ª      |
| 2000-01   | Verbandsliga      | 8ª      |
| 2001–02   | Verbandsliga      | 6ª      |
| 2002–03   | Verbandsliga      | 12ª     |
| 2003–04   | Verbandsliga      | 11ª     |
| 2004-05   | Verbandsliga      | 6ª      |
| 2005–06   | Verbandsliga      | 6ª      |
| 2006–07   | Verbandsliga      | 2ª      |
| 2007–08   | Verbandsliga      | 3ª      |
| 2008-09   | Verbandsliga      | 2ª ↑    |
| 2009-10   | Oberliga Nord (V) | 5ª      |
| 2010-11   | Oberliga Nord (V) | 10ª     |
| 2011–12   | Oberliga Nord (V) | 10ª     |